# 애리조나숲쥐
애리조나숲쥐(Neotoma devia)는 비단털쥐과에 속하는 설치류의 일종이다. 멕시코와 미국에서 발견된다.

## 분포 및 서식지
주로 콜로라도강과 주요 지류를 에워싼 서식지에 제한적으로 분포한다. 굴은 보통 절벽 아래와 암반 노두, 고지대 사막에서 발견된다.